# 비에룬렝지니군

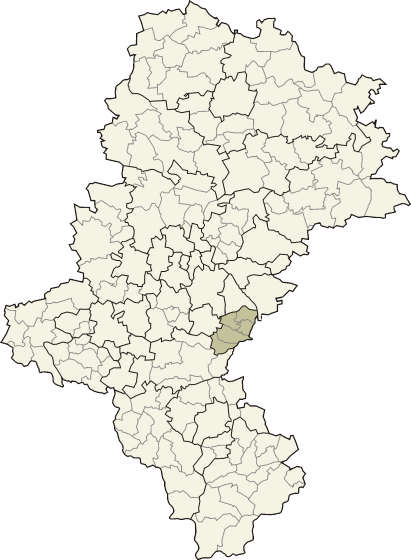
실롱스크주 지도에 표시된 미슈쿠프군의 위치

비에룬렝지니군(폴란드어: powiat bieruńsko-lędziński)은 폴란드 실롱스크주에 위치한 군으로 군청 소재지는 비에룬이며 면적은 156.68km2, 인구는 59,715명(2019년 6월 30일 기준), 인구 밀도는 380명/km2이다.
북쪽으로는 미스워비체시, 야보주노시, 동쪽으로는 마워폴스카주 오시비엥침군, 남쪽으로는 프슈치나군, 서쪽으로는 티히시, 카토비체시와 접한다. 5개 지방 자치체(3개 도시, 2개 농촌)를 관할한다.

군 문장